# Andiolava
Andiolava is een plaats en gemeente in Madagaskar in het district Ihosy, gelegen in de regio Ihorombe. Een volkstelling in 2001 telde het inwonersaantal op 6401 inwoners.
De plaats biedt enkel lager onderwijs aan en heeft een lokaal gelegen vliegveld. 70% van de bevolking werkt als landbouwer en 30% leeft van de veeteelt. Het belangrijkste landbouwproduct is rijst, andere belangrijke producten zijn pinda's en cassave.